# Temporada de furacões no oceano Atlântico de 2008
A temporada de furacões no Atlântico de 2008 foi um evento no ciclo anual de formação de ciclones tropicais. A temporada começou em 1 de Junho de 2008 e terminou em 30 de Novembro de 2008. Estas datas delimitam convencionalmente o período de cada ano quando a maioria dos ciclones tropicais tende a se formar na bacia do Atlântico.
Porém, a tempestade tropical Arthur formou-se no dia anterior da data de início da temporada. O furacão Bertha foi o ciclone tropical atlântico com o maior tempo de existência num mês de julho de toda a história. A tempestade tropical Fay atingiu a costa da Flórida em quatro ocasiões distintas após ter cruzado boa parte do Caribe. O furacão Gustav foi o furacão mais intenso a atingir a costa dos Estados Unidos desde a passagem do furacão Wilma em 2005. Gustav também provocou sérios prejuízos em Cuba e provocou a evacuação de praticamente toda a costa do estado americano da Luisiana, incluindo Nova Orleans. O furacão Hanna provocou enchentes catastróficas no Haiti, provocando a morte de mais de 500 pessoas. O furacão Ike se tornou o terceiro furacão que provocou mais prejuízos econômicos de toda a história após atingir severamente Cuba e provocar quase 30 bilhões de dólares (valores em 2008) em prejuízos nos Estados Unidos. A tempestade tropical Marco foi o menor ciclone tropical atlântico registrado em toda a história. O furacão Paloma foi o terceiro grande furacão a atingir Cuba em 2008, fato nunca ocorrido em toda a história, além de se tornar o segundo ciclone tropical atlântico mais intenso registrado num mês de novembro.
Com 16 sistemas tropicais dotados de nome, a atividade da temporada de 2008 ficou acima da média, mas dentro do esperado. Além disso, a temporada de 2008 teve cinco furacões "maiores" (furacões de categoria 3 na escala de furacões de Saffir-Simpson ou mais intensos), peculiarmente um em cada mês de atividade da temporada, exceto junho, fato também nunca ocorrido anteriormente. Pelo menos 850 pessoas perderam a vida durante a temporada devido aos feitos dos sistemas tropicais, mais que o dobro do registrado em 2007. Além disso, os prejuízos econômicos foram 15 vezes maiores do que os registrados em 2007.

## Previsões para a temporada
As previsões para a atividade de furacões são emitidas antes de cada temporada de furacões pelos grandes especialistas Philip J. Klotzbach, pelo Dr. William M. Gray e seus associados na Universidade do Estado do Colorado (UEC). Suas previsões são separadas àquelas feitas pela National Oceanic and Atmospheric Administration (NOAA).
A equipe de Klotzbach (liderada formalmente pelo Dr. Gray) definiu a média de números de tempestades formadas por temporada (definida entre 1950 e 2000) em 9,6 tempestades tropicais, 5,9 furacões e 2,3 grandes furacões (sistemas que igualam ou ultrapassam a intensidade de um furacão de categoria 3 na escala de furacões de Saffir-Simpson). Uma temporada normal, como definida pela NOAA, tem em média 9 a 12 tempestades tropicais, 5 a 7 furacões e 1 a 3 grandes furacões.

### Previsões emitidas antes da temporada
Em 7 de dezembro de 2007, a equipe de Klotzbach emitiu sua primeira previsão geral para a temporada de 2008, prevendo uma temporada com atividade tropical acima da média, com 13 tempestades tropicais, 7 furacões e 3 grandes furacões.
Em 9 de Abril de 2008, a equipe de Klotzbach liberou uma nova previsão sobre a temporada, chamando a atenção para uma temporada mais ativa do que a prevista anteriormente. Foi prevista a formação de 15 tempestades tropicais, destas 8 tornando-se furacões e destes, 4 tornando-se furacões "maiores". O aumento da previsão foi atribuída a uma La Niña de maior duração do que a anteriormente prevista e que o El Niño que poderá vir em meados de 2008 não influenciará a temporada. Segundo a previsão, a probabilidade de um furacão "maior" atingir a costa leste dos Estados Unidos, incluindo a Península da Flórida, é de 45%; a probabilidade de um furacão "maior" atingir a costa do golfo dos Estados Unidos é de 44%.
Em 22 de Maio, a NOAA liberou uma nova previsão sobre a temporada, chamando a atenção para uma temporada ligeiramente acima da média ou normal. A previsão de 22 de Maio é ligeiramente menor do que a anterior. Foi prevista a formação de 12-16 tempestades tropicais, sendo que 6-9 destes tornar-se-iam furacões, e destes, 2-5 tornar-se-iam furacões "maiores". Foi previsto que a La Niña não irá influenciar ou influenciará pouco as condições meteorológicas no Atlântico.

### Previsões durante a temporada
Em 1 de junho, a Universidade do Estado do Colorado manteve a sua previsão de Abril. Em 19 de Junho, o Met Office (UKMO), o serviço nacional de meteorologia do Reino Unido, liberou suas previsões para a continuação da temporada de furacões. A agência previu 15 tempestades dotadas de nome, com 70% de possibilidades de 10 a 20 tempestades dotadas de nome. A previsão não incluiu previsões específicas para o número de furacões ou de furacões "maiores".
Em 5 de agosto, a Universidade do Estado do Colorado liberou uma nova previsão, chamando a atenção para uma temporada ainda mais ativa, com 17 tempestades dotadas de nome, 9 furacões e 5 furacões "maiores". Em 7 de Agosto, a NOAA reviu sua estimativa para a temporada, que aumentou ligeiramente para 14 a 18 tempestades dotadas de nome, com 7 a 10 se tornando furacões, e destes, 3 a 6 se tornando furacões "maiores". Com isso, a NOAA reafirmou a sua chamada para uma temporada acima da média, citando a temperatura da superfície do mar mais quente do que o normal em partes do oceano Atlântico e do mar do Caribe.

## Sistemas

### Tempestade tropical Arthur
Uma área de convecção formou-se no Golfo de Honduras em 30 de Maio associada aos remanescentes da tempestade tropical Alma. O sistema rapidamente se intensificou ao largo da costa de Belize. O Centro Nacional de Furacões emitiu seu primeiro aviso sobre a recém formada tempestade tropical Arthur às 17:00 (UTC) de 31 de Maio, sendo que o centro da tempestade já estava em terra, sobre a Península de Iucatã.
Às 15:00 (UTC) de 1 de Junho, o NHC desclassificou Arthur para uma depressão tropical sobre o sul da Península de Iucatã. Durante a madrugada de 2 de Junho (UTC), o NHC desclassificou Arthur para uma área de baixa pressão remanescente e emitiu seu aviso final sobre o sistema.
Em Belize, A tempestade tropical Arthur provocou severas enchentes, que obrigou mais de 100.000 pessoas a saírem de suas casas e provocou 9 fatalidades. Além disso, Arthur provocou prejuízos estimados em $78 milhões de dólares (valores em 2008).

### Furacão Bertha
Uma forte onda tropical que deixou a costa ocidental da África intensificou-se gradualmente e tornou-se uma depressão tropical durante a manhã (UTC) de 3 de Julho.  Horas depois, o Centro Nacional de Furacões (NHC) classificou o sistema como uma tempestade tropical e lhe atribuiu o nome Bertha.  Sobre águas frias, o sistema manteve-se como uma tempestade até que durante a manhã de 7 de Julho, Bertha fortaleceu-se para um furacão sobre o Atlântico norte tropical.  Mais tarde naquele dia, Bertha também tornou-se o primeiro furacão 'maior' da temporada.
No entanto, condições meteorológicas hostis e águas mais frias começaram a enfraquecer o sistema. em 14 de Julho, Bertha passou apenas 65 km de Bermudas, trazendo para ilha condições de tempestade tropical. Afastando-se de Bermudas, Bertha recurvou-se para sudoeste antes de seguir velozmente para nordeste, fortalecendo-se novamente para um furacão antes de se tornar um ciclone extratropical no Atlântico norte em 20 de Julho.
Em Bermudas, Bertha trouxe ventos e chuvas fortes, no entanto, nenhuma fatalidade ou pessoa ferida foi relatada. Mas fortes ondas causados pelo sistema tropical atingiram a costa leste dos Estados Unidos, resultando na morte de três pessoas ao longo da costa de Nova Jérsei.

### Tempestade tropical Cristobal
Uma área de baixa pressão que produziu algumas tempestades isoladas na Flórida tornou-se a depressão tropical Três-L ao largo da costa da Flórida e da Geórgia. Com condições meteorológicas razoáveis, o sistema se intensificou para uma tempestade tropical em 19 de Julho, ganhando o nome Cristobal. Cristobal, seguindo para nordeste paralelamente à costa leste dos Estados Unidos, intensificou-se gradualmente, atingindo o pico de intensidade com ventos máximos sustentados de 100 km/h a leste do Cabo Hatteras, Carolina do Norte. Seguindo sobre águas mais frias, Cristobal começou a se enfraquecer. Em 22 de Julho, a tempestade, ao sul de Nova Escócia, Canadá, começou a perder suas características tropicais, tornando-se totalmente extratropical no dia seguinte.
Antes do sistema se tornar uma depressão tropical, a área de baixa pressão precursora de Cristobal provocou fortes chuvas isoladas em algumas porções da Flórida. Já como uma tempestade tropical, o sistema causou chuvas moderadas em porções da Carolina do Norte. Seus remanescentes extratropicais causaram chuvas moderadas a fortes em associação a uma frente quente em Nova Escócia, Canadá. Apesar de provocar algumas enchentes isoladas, Cristobal não causou danos significativos em sua trajetória.

### Furacão Dolly
Uma área de distúrbios meteorológicos associada a uma onda tropical que anteriormente havia cruzado o Atlântico tropical e praticamente todo o Caribe ganhou organização e tornou-se a tempestade tropical Dolly em 20 de Julho a leste da península de Iucatã. No dia seguinte, Dolly fez landfall na península e seguiu para o golfo do México, onde gradualmente se intensificou e tornou-se um furacão em 22 de Julho. Seguindo continuamente para oeste-noroeste e noroeste, Dolly continuou a se fortalecer gradualmente antes de fazer landfall no extremo sul do Texas com ventos máximos sustentados de 140 km/h.  Após seguir sobre terra, Dolly enfraqueceu-se gradualmente e tornou-se uma tempestade tropical ainda em 23 de Julho e uma depressão tropical no dia seguinte. A área de baixa pressão remanescente continuou a seguir para noroeste e norte antes de dissipar totalmente em 27 de Julho.
Assim que Dolly se formou em 20 de Julho, suas bandas externas de tempestades e trovoadas afetaram a América Central, principalmente a Guatemala, deixando ao menos 17 mortos devido às severas enchentes e deslizamentos de terra. Dolly, apesar de ser uma tempestade tropical, causou apenas danos mínimos na península de Iucatã. A costa do vale do Rio Grande foi atingida por Dolly em 22 de Julho, que causou enchentes costeiras devido à maré de tempestade, além de causar fortes ventos e severas enchentes devido às suas fortes chuvas. No Texas, Dolly causou fortes danos, estimados em mais de 1,5 bilhão de dólares; no entanto, nenhuma fatalidade foi registrada no estado. No estado mexicano de Tamaulipas, vizinha ao Texas, foi relatada uma fatalidade. Além disso, correntes de retorno causados pelo furacão causaram um afogamento no Panhandle da Flórida. Chuvas torrenciais causadas pela área de baixa pressão remanescente de Dolly causaram severas enchentes em Ruidoso, Novo México, causando a morte de duas pessoas.

### Tempestade tropical Edouard
Uma frente estacionária sobre o norte do golfo do México gerou uma área de baixa pressão, que gradualmente se intensificou e se tornou a depressão tropical Cinco em 5 de Agosto. A depressão rapidamente se fortaleceu e tornou-se uma tempestade tropical mais tarde naquele dia. Seguindo para oeste-noroeste, Edoaurd continuou a se intensificar rapidamente, atingindo o pico de intensidade com ventos máximos sustentados de 100 km/h antes de atingir a costa do extremo leste do Texas em 5 de Agosto. A partir de então, Edouard começou a se enfraquecer e tornou-se uma depressão tropical mais tarde naquele dia, dissipando-se totalmente em 7 de Agosto.
Edouard provocou apenas danos mínimos para as costas da Luisiana e do Texas, com algumas enchentes localizadas. Algumas empresas petrolíferas evacuaram suas plataformas no golfo do México, embora a produção de petróleo não fosse afetada. Danos mínimos também foram relatados em Hamilton, região central do Texas, devido às fortes chuvas provocadas pelo sistema.

### Tempestade tropical Fay
Uma área de distúrbios meteorológicos que tinha anteriormente cruzado o Atlântico tropical em associação a uma onda tropical começou a mostrar sinais de organização em 15 de Agosto próximo ao Porto Rico. Assim que o centro do sistema atingiu o oeste da República Dominicana, o Centro Nacional de Furacões (NHC) classificou o sistema como a sexta tempestade tropical da temporada, dando-lhe o nome Fay. Seguindo para oeste e oeste-noroeste, Fay foi incapaz de se fortalecer devido a interação com as áreas montanhosas das ilhas de ilha de São Domingos e de Cuba. Após cruzar Cuba, Fay seguiu para o extremo sudeste do golfo do México. Agora seguindo para o norte e norte-nordeste, Fay atingiu Florida Keys e então a costa oeste da Flórida em 18 de Agosto, com ventos de até 95 km/h. Inesperadamente, Fay continuou a se fortalecer mesmo sobre a península da Flórida, atingido o seu pico de intensidade com ventos máximos sustentados de até 100 km/h, e uma pressão central mínima de 986 hPa.
Cruzando a península, Fay perdeu força até cruzar a costa leste daquele estado, alcançando o Oceano Atlântico. No entanto, a formação de uma crista fez que Fay voltasse a seguir para oeste, atingido novamente a Flórida. Após cruzar a península novamente, Fay seguiu para o extremo nordeste do golfo do México, e então atingiu a costa do panhandle da Flórida. Continuando a seguir para oeste-noroeste, Fay se enfraqueceu e o NHC desclassificou o sistema para uma depressão tropical assim que emitiu seu aviso final sobre o sistema em 24 de Agosto.
Fay causou danos e fatalidades em praticamente todas as Grandes Antilhas. As enxurradas causadas pela tempestade causaram 4 fatalidades na República Dominicana, 10 no Haiti e 1 na Jamaica. No entanto, os maiores efeitos foram sentidos na Flórida, estado americano que Fay atingiu em quatro ocasiões. A precipitação acumulada foi recorde em algumas localidades, o que proporcionou catastróficas enchentes através de todo o estado, causando pelo menos 23 fatalidades em prejuízos de no mínimo 180 milhões de dólares.

### Furacão Gustav
Em 25 de Agosto, o Centro Nacional de Furacões classificou uma área de baixa pressão localizada no mar do Caribe central para uma depressão tropical. A partir de então, a depressão começou a se intensificar rapidamente e se tornou a tempestade tropical Gustav ainda naquele dia. A tendência de rápida intensificação continuou e Gustav se tornou um furacão. Mais tarde naquele dia, Gustav fez landfall no Haiti, com ventos máximos sustentados de 150 km/h. A partir de então, Gustav começou a interagir com os terrenos montanhosos da ilha de São Domingos e começou a se enfraquecer, se enfraquecendo uma tempestade tropical em 27 de Agosto. A partir de então, Gustav começou a seguir para o sul e para oeste. No dia seguinte, Gustav atingiu Jamaica como uma tempestade tropical, com ventos máximos sustentados de até 110 km/h. Após deixar a ilha jamaicana, Gustav começou a seguir para oeste-noroeste, fortalecendo-se gradualmente e se tornando novamente um furacão em 29 de Agosto. A partir de então, Gustav começou a se intensificar rapidamente, tornando-se um grande furacão de categoria 4 em 30 de Agosto. Ainda naquele dia, Gustav atingiu a Isla de la Juventud, Cuba, com ventos máximos sustentados de 230 km/h. Horas depois, Gustav atingiu o oeste de Cuba com ventos de até 240 km/h. Após cruzar a ilha cubana e seguir para o golfo do México, Gustav começou a se enfraquecer lentamente e, durante a tarde (UTC) de 1 de Setembro, Gustav atingiu a localidade de Cocodrie, Luisiana, com ventos máximos de 175 km/h, intensidade equivalente a um furacão de categoria 2. Após seguir sobre terra, Gustav começou a se enfraquecer rapidamente, tornando-se uma tempestade tropical durante a madrugada (UTC) de 2 de Setembro, e uma depressão tropical horas depois. Com isso, o NHC emitiu seu último aviso sobre o sistema ainda durante aquele dia.
Gustav provocou 138 fatalidades, sendo que 76 no Haiti, 8 na República Dominicana, 11 na Jamaica e 43 nos Estados Unidos. Na província cubana de Pinar del Río, mais de 300.000 pessoas deixaram suas residências antes da passagem de Gustav pela região. Devido à isso, nenhuma fatalidade foi registrada no país, embora os prejuízos econômicos totalizassem mais de 4 bilhões de dólares. Antes da chegada de Gustav nos Estados Unidos, praticamente toda a população das regiões costeiras do estado da Luisiana, incluindo Nova Orleans, deixou suas residências para recorrer a abrigos em locais afastados da trajetória prevista do furacão. Esta foi a maior evacuação em massa da história da Luisiana. Mesmo assim, o furacão causou 43 fatalidades no país, e os prejuízos econômicos diretos totalizaram outros 4 bilhões de dólares.

### Furacão Hanna
Em 28 de Agosto, uma onda tropical ficou mais bem organizada e, com isso, o Centro Nacional de Furacões (NHC) classificou o sistema numa depressão tropical. Mais tarde naquele dia, a depressão tornou-se a tempestade tropical Hanna a nordeste das ilhas de Sotavento das Pequenas Antilhas. Seguindo continuamente para oeste, o sistema começou a afetar as Bahamas em 1 de Setembro. Ainda naquele dia, Hanna fortaleceu-se para um furacão, alcançando o pico de intensidade com ventos máximos sustentados de 140 km/h.
No entanto, Hanna começou a se desorganizar devido ao efeito do forte cisalhamento do vento e, com isso, o sistema se enfraqueceu para uma tempestade tropical em 2 de Setembro. Após seguir erraticamente pelo sudeste das Bahamas e de se aproximar da ilha de São Domingos, Hanna começou a seguir velozmente para noroeste. Em 6 de Setembro, Hanna fez landfall na costa leste dos Estados Unidos, na divisa dos estados da Carolina do Sul e da Carolina do Norte, com ventos de até 110 km/h. Após seguir rapidamente para nordeste, Hanna sofreu transição extratropical em 7 de Setembro e o NHC emitiu seu aviso final sobre o sistema ainda naquele dia.
Hanna provocou indiretamente 3 fatalidades na costa leste dos Estados Unidos através de correntes de retorno causados pelo sistema. Os prejuízos econômicos causados pelo sistema chegaram a 160 milhões de dólares. Além disso, as fortes chuvas associadas ao sistema causaram severas enchentes no Haiti, causando a morte de 529 pessoas.

### Furacão Ike
Uma forte onda tropical que deixou a costa ocidental da África no fim de Agosto desenvolveu uma área de distúrbios meteorológicos, que gradualmente se intensificou e, em 1 de Setembro, se tornou uma depressão tropical a meio caminho entre a África e as Pequenas Antilhas. Mais tarde naquele dia, o sistema se fortaleceu para a tempestade tropical Ike, o nono sistema tropical dotado de nome da temporada. Em 3 de Setembro, Ike tornou-se o quinto furacão da temporada. Horas mais tarde, Ike sofreu intensificação explosiva e se tornou o terceiro furacão "maior" da temporada, durante o começo da madrugada (UTC) de 4 de Setembro. No entanto, a partir de 5 de Setembro, Ike começou a ser afetado por cisalhamento do vento e começou a se enfraquecer lentamente. Assim que o cisalhamento do vento cessou, Ike voltou a recuperar a sua intensidade anterior. Seu olho passou diretamente sobre Turcas e Caicos e Inagua, Bahamas, nesta intensidade.
No começo da madrugada de 8 de Setembro, Ike atingiu o leste de Cuba, com ventos de até 205 km/h. Após afetar praticamente toda a ilha cubana, Ike seguiu para o golfo do México, onde voltou a se intensificar lentamente e a se expandir significativamente em tamanho. Após cruzar o golfo, Ike atingiu a costa do Texas durante a manhã de 13 de Setembro, com o seu olho passando diretamente sobre Galveston, com ventos de até 175 km/h. A partir de então Ike se enfraqueceu sobre terra e o NHC emitiu seu aviso final sobre Ike assim que o sistema se enfraqueceu para uma depressão tropical em 14 de Setembro.
Os danos foram generalizados em boa parte do Caribe, além dos Estados Unidos. Ike atingiu primeiramente Turcas e Caicos como um furacão de categoria 4, causando grandes impactos nas ilhas. Cerca de 95% das residências das ilhas foram danificadas e os danos foram estimados em 500 milhões de dólares americanos. Na ilha de São Domingos, Ike provocou 75 fatalidades depois que suas chuvas intensas associadas causaram severas avalanches de lama. Em Cuba, os danos foram generalizados e espalhados pela toda ilha; no entanto, a região sudeste cubana foi a mais afetada depois que Ike atingiu a região como um furacão de categoria 4. Plantações inteiras foram arrasadas. Os prejuízos econômicos diretos provocados pelo furacão em Cuba totalizaram mais de 4 bilhões de dólares.
Nos Estados Unidos, os danos provocados por Ike foram extremamente extensos. Os prejuízos econômicos diretos totalizaram mais de 28 bilhões de dólares (valores em 2008). Com isso, Ike se tornou o terceiro ciclone tropical atlântico que provocou mais prejuízos na história, perdendo somente para o furacão Katrina, de 2005, e para o furacão Andrew, de 1992. Além disso, foram registradas no país 82 fatalidades, o maior número de mortes causados por um único furacão nos Estados Unidos desde o furacão Katrina.

### Tempestade tropical Josephine
Uma intensa onda tropical que deixou a costa ocidental da África do final de Agosto conseguiu se organizar numa depressão tropical em 2 de Setembro, a sudeste das ilhas do Cabo Verde. Mais tarde naquele dia, a depressão se tornou a tempestade tropical Josephine. No entanto, nos dias seguintes, Josephine não conseguiu se fortalecer significativamente devido à ação do cisalhamento do vento meridional causado por uma área de baixa pressão de altos níveis. Em 6 de Setembro, Josephine não conseguiu suportar o forte cisalhamento do vento e se enfraqueceu para uma depressão tropical, e se degenerou para uma área de baixa pressão remanescente mais tarde naquele dia. Com isso, o Centro Nacional de Furacões (NHC) emitiu seu aviso final sobre o sistema.
Bandas externas da tempestade afetaram a porção sul de Cabo Verde, trazendo chuvas fortes para a região. Além disso, tempestades associadas ao sistema remanescente de Josephine causaram enchentes em algumas ilhas do norte das Pequenas Antilhas. Porém, os impactos causados por Josephine foram mínimos e não houve relatos de vítimas.

### Furacão Kyle
Uma onda tropical acompanhada de uma área de baixa pressão começou a mostrar sinais de organização a leste das Pequenas Antilhas. No entanto, o sistema não foi capaz de se organizar uma tempestade tropical, mesmo apresentando ventos compatíveis a uma, até alcançar o oceano Atlântico ao norte da ilha de São Domingos. Seguindo continuamente para o norte, Kyle se tornou um furacão em 27 de Setembro a oeste-noroeste das Bermudas. No dia seguinte, continuando a seguir para norte, Kyle fez landfall na costa da província canadense da Nova Escócia, perto da cidade de Yarmouth, ainda como um furacão. Após cruzar a província, Kyle se tornou um ciclone extratropical e, com isso, o NHC emitiu seu aviso final sobre o sistema na madrugada (UTC) de 29 de Setembro.
A área de baixa pressão precursora de Kyle causou chuvas torrenciais em Porto Rico; algumas áreas, a precipitação acumulada chegou a 760 mm. Os prejuízos econômicos diretos totalizaram 14 milhões de dólares. As enchentes severas causaram 6 fatalidades na ilha. Mesmo tendo atingido o Canadá como um furacão de categoria 1, Kyle provocou apenas danos pequenos. Cerca de 40.000 pessoas ficaram sem o fornecimento de eletricidade. Naquele país, os prejuízos causados pelo sistema totalizaram 9 milhões de dólares.

### Tempestade tropical Laura
Uma grande área de baixa pressão extratropical a oeste dos Açores começou a ganhar características subtropicais em 28 de Setembro. No dia seguinte, o Centro Nacional de Furacões (NHC) classificou o sistema como a tempestade subtropical Laura. Foi a primeira formação de um ciclone subtropical no Atlântico desde a formação da tempestade subtropical Jerry em Setembro de 2007. Em 30 de Setembro, Laura ganhou características tropicais e se tornou uma tempestade tropical. No entanto, Laura já estava a seguir sobre águas mais frias e começou a se tornar um ciclone extratropical em 1 de Outubro. Com isso, o NHC emitiu seu aviso final sobre o sistema.
Como ciclone tropical, Laura não causou impactos, mas seu remanescentes extratropicais causaram alguns efeitos mínimos na Europa, principalmente na Irlanda, no Reino Unido e na Noruega.

### Tempestade tropical Marco
Uma pequena área de distúrbios meteorológicos no sul da baía de Campeche começou a ficar mais bem organizada em 5 de Outubro. O sistema continuou a se organizar, mesmo estando bastante próximo da costa, e, no dia seguinte, se tornou uma depressão tropical. Horas depois, o sistema se tornou a tempestade tropical Marco após se intensificar rapidamente. Seguindo para oeste-noroeste e para oeste, Marco atingiu a costa do México durante a tarde de 7 de Outubro, após cruzar a baía de Campeche, a cerca de 90 km a norte-noroeste de Veracruz, com ventos máximos sustentados de até 100 km/h. Logo após atingir a costa mexicana, Marco se enfraqueceu rapidamente para uma depressão tropical. No começo da madrugada de 8 de Outubro, o NHC emitiu seu aviso final sobre a tempestade assim que Marco se dissipava sobre as montanhas da região central do México.
Marco provocou apenas danos mínimos na costa do estado mexicano de Veracruz, principalmente devido ao mar agitado.  Mas sua importância meteorológica foi maior; Marco foi o menor ciclone tropical atlântico já registrado na história.

### Tempestade tropical Nana
Uma grande área de distúrbios meteorológicos associados a uma onda tropical a cerca de 1.400 km a oeste do Cabo Verde começou a mostrar sinais de organização em 11 de Outubro. O sistema continuou a se organizar, se tornando a décima quarta tempestade tropical da temporada durante a noite (UTC) de 12 de Outubro.
No entanto, o forte aumento do cisalhamento do vento começou a retirar as áreas de convecção associadas à tempestade para leste do centro do sistema, que ficou exposto, livre de nuvens. Com isso, Nana começou a se enfraquecer rapidamente, se tornando uma depressão tropical em 13 de Outubro e se degenerando para uma área de baixa pressão remanescente no dia seguinte. Por ter atuado longe de qualquer área costeira, nenhum impacto foi relacionado à tempestade.

### Furacão Omar
Uma área de distúrbios meteorológicos formou-se ao norte da Venezuela na segunda semana de Outubro. O sistema seguiu para noroeste, organizando-se gradualmente e, em 13 de Outubro, o Centro Nacional de Furacões classificou-o para a décima quinta depressão tropical da temporada. Um cavado de médias latitudes ocasionou a mudança da trajetória do sistema. Com isso, o sistema começou a seguir lentamente para sul-sudeste e continuou a se fortalecer, se tornando a tempestade tropical Omar em 14 de Outubro. É a primeira vez que o nome Omar foi utilizado para dar nome a um sistema tropical no Atlântico.
Omar começou a sofrer intensificação explosiva e em pouco mais de 24 horas, seus ventos máximos sustentados saltaram de 110 km/h para 215 km/h, intensidade equivalente a um furacão de categoria 4 na escala de furacões de Saffir-Simpson. A partir de 16 de Outubro, Omar começou a se desorganizar e a perder intensidade assim que seguia velozmente para nordeste e, em 17 de Outubro, o sistema se enfraqueceu para um furacão mínimo. Em 17 de Outubro, Omar se enfraqueceu rapidamente e, em 18 de Outubro, todas as suas áreas de convecção desapareceram. Com isso, Omar se degenerou para uma área de baixa pressão remanescente e o NHC emitiu seu aviso final sobre o sistema.
Omar causou chuvas fortes em Aruba, Bonaire e Curaçau durante os primeiros dias de seu período de existência. Dias depois, Omar cruzou as ilhas de Sotavento das Pequenas Antilhas durante seu pico de intensidade, mas seus impactos não foram tão grandes, já que o núcleo do furacão não atingiu nenhuma ilha. Mesmo assim, os prejuízos econômicos causados pelo furacão totalizaram 96 milhões de dólares. Omar também causou duas fatalidades, uma direta e outra indireta, ambas em Porto Rico.

### Depressão tropical Dezesseis
Uma área de distúrbios meteorológicos formou-se a leste da Nicarágua em 13 de Outubro. O sistema começou a se organizar gradualmente e, em 14 de Outubro, o Centro Nacional de Furacões classificou-o para a décima sexta depressão tropical da temporada.  No entanto, seguindo para oeste-sudoeste, a depressão atingiu a costa norte das Honduras, com ventos de até 45 km/h, sem ter nunca alcançado a intensidade de uma tempestade tropical. Após atingir as Honduras, o NHC emitiu seu aviso final sobre o sistema.
Pelo menos 200.000 pessoas tiveram que deixar suas residências antes e durante a passagem da depressão. Chuvas fortes causadas pelo sistema causaram enchentes severas, principalmente nas Honduras. Os prejuízos econômicos diretos totalizaram 9,7 milhões de dólares. Pelo menos 16 pessoas morreram devido aos efeitos da depressão na América Central.

### Furacão Paloma
Uma área de distúrbios meteorológicos que persistia sobre o sul do mar do Caribe ganhou organização suficiente para ser declarado como uma depressão tropical pelo Centro Nacional de Furacões (NHC). Com excelentes condições meteorológicas, a depressão se intensificou e se tornou a tempestade tropical Paloma durante a manhã de 7 de Novembro. Seguindo para norte, Paloma continuou a se intensificar gradualmente, mas durante o começo da madrugada de 8 de Novembro, Paloma começou a sofrer rápida intensificação e se tornou o oitavo furacão da temporada. A rápida intensificação continuou e Paloma se tornou o quinto furacão "maior" da temporada assim que se aproximava de Grand Cayman.
Após atingir seu pico de intensidade, com ventos máximos sustentados de até 230 km/h, Paloma começou a se enfraquecer assim que se aproximava da costa de Cuba. O furacão atingiu a costa localidade cubana de Santa Cruz del Sur, com ventos de até 205 km/h. A partir de então, Paloma começou a se enfraquecer rapidamente devido a interação com terra e ao súbito aumento do cisalhamento do vento. Com isso, Paloma se enfraqueceu para uma tempestade tropical, e posteriormente uma depressão tropical em 9 de Novembro. Ainda naquele dia, Paloma se degenerou para uma área de baixa pressão remanescente.
Paloma afetou severamente das ilhas Cayman; 90% das construções da pequena ilha de Cayman Brac foram danificadas ou destruídas. Os prejuízos econômicos diretos causados por Paloma nas ilhas Cayman totalizaram 609 milhões de dólares. As chuvas fortes associadas a Paloma causaram enchentes na Jamaica; uma pessoa morreu enquanto tentava cruzar um rio transbordado.  Cuba foi severamente afetado por Paloma. A forte maré de tempestade permitiu que o mar avançasse mais de 2 km costa adentro, causando enchentes costeiras catastróficas. Os prejuízos econômicos diretos totalizaram mais de 1,4 bilhão de dólares. Além disso, o país relatou uma fatalidade causada pelos impactos do furacão.

## Nomes das tempestades
Os nomes seguintes foram usados para dar nomes a tempestades que se formaram em 2008 no Oceano Atlântico norte. Os nomes não retirados nesta lista serão utilizados novamente na temporada de 2014. Esta lista é a mesma usada em 2002, exceto por Ike e Laura, que substituíram Isidore e Lili, respectivamente.
| - Arthur - Bertha - Cristobal - Dolly - Edouard - Fay - Gustav | - Hanna - Ike - Josephine - Kyle - Laura - Marco - Nana | - Omar - Paloma - Rene (sem usar) - Sally (sem usar) - Teddy (sem usar) - Vicky (sem usar) - Wilfred (sem usar) |